# آلویس تی‌ای ۱۴
آلویس تی‌ای ۱۴ (Alvis TA 14) خودرویی است که در سال‌های ۱۹۴۶–۱۹۵۰ تولید شده‌است.
طراحی آن خودروهای موتور جلو-محور عقب بوده‌است.
موتور آن ۱۸۹۲ سی‌سی سیستم جعبه‌دندهٔ آن ۴ دنده به صورت دستی است.

## نگارخانه

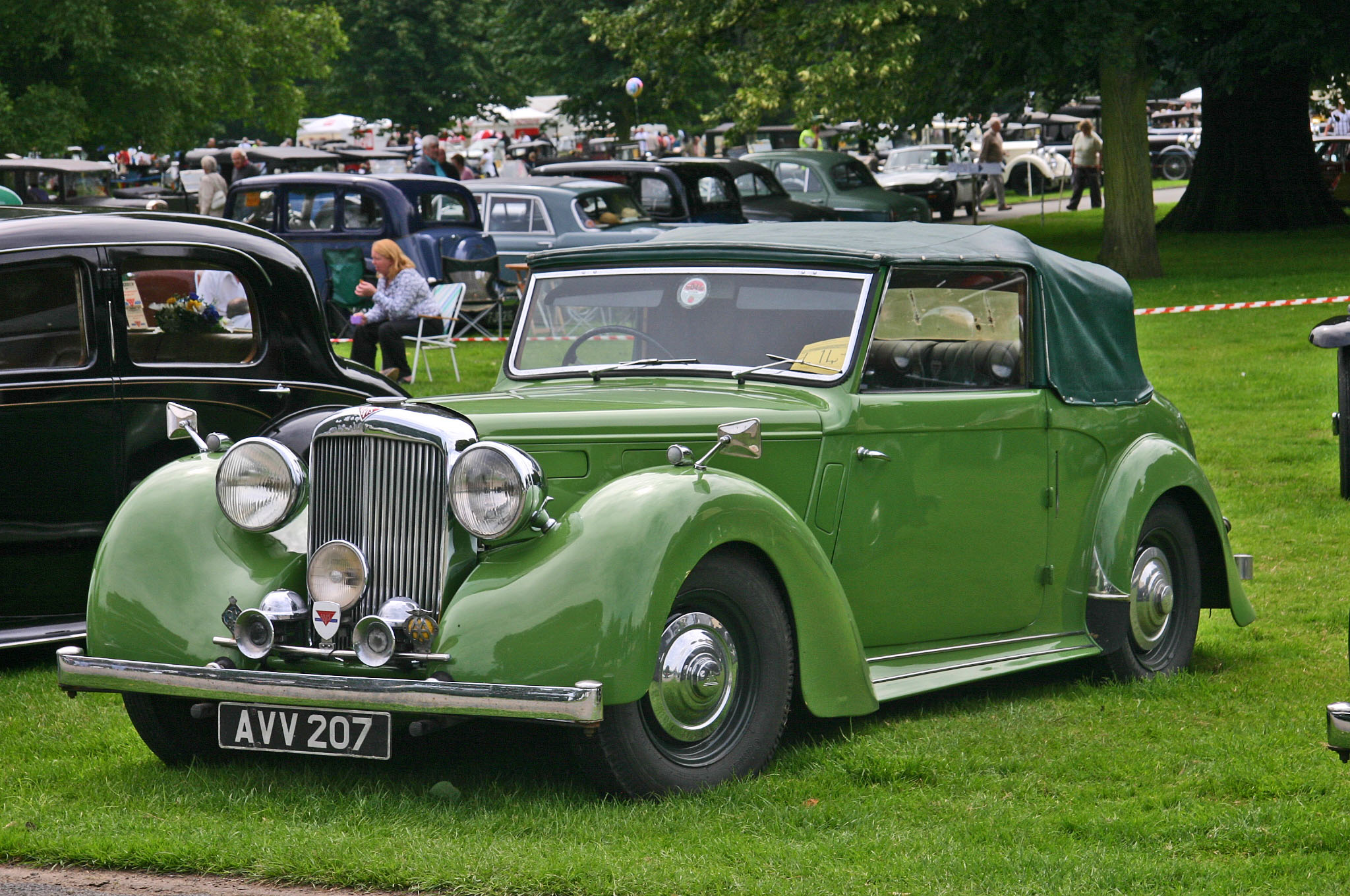
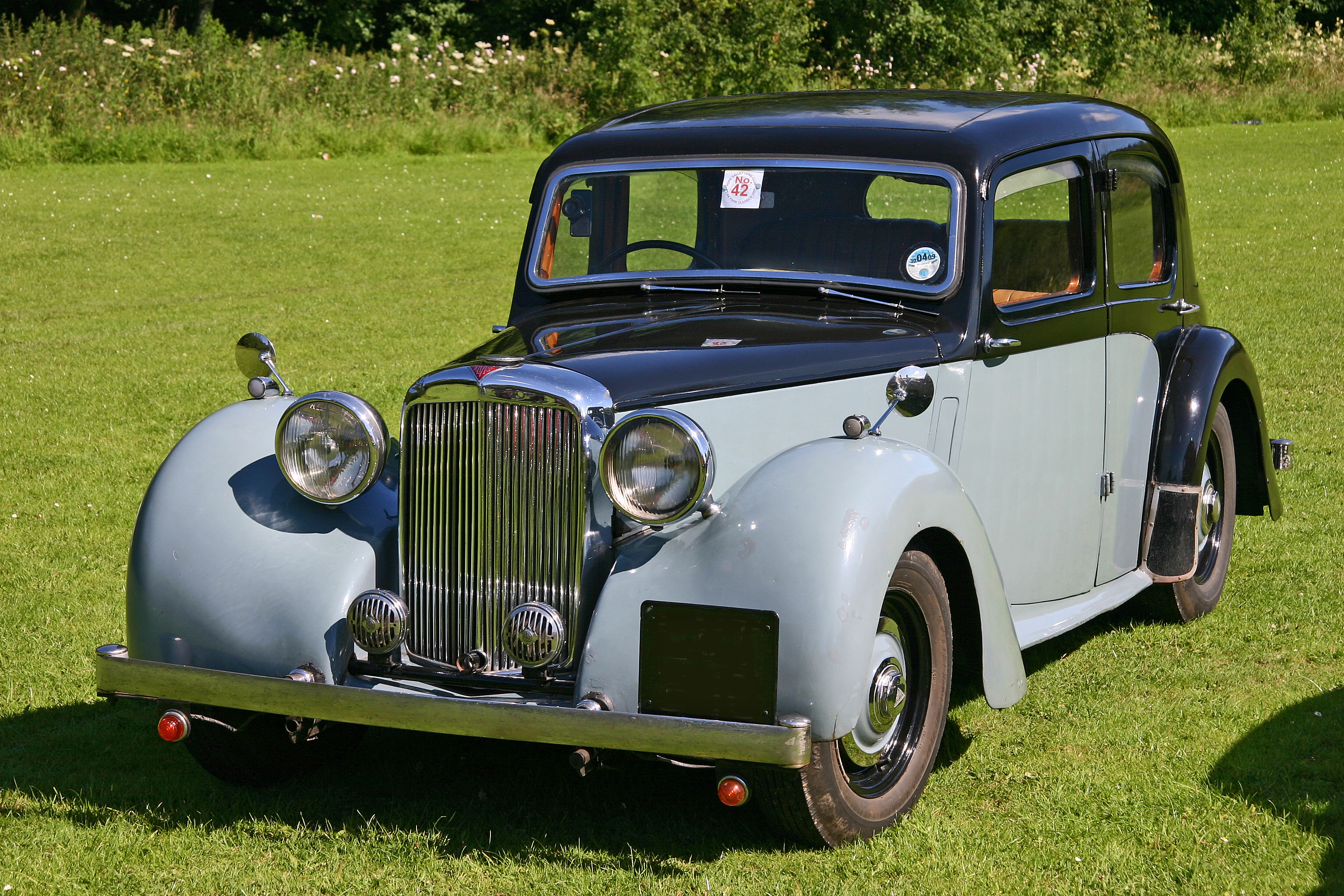
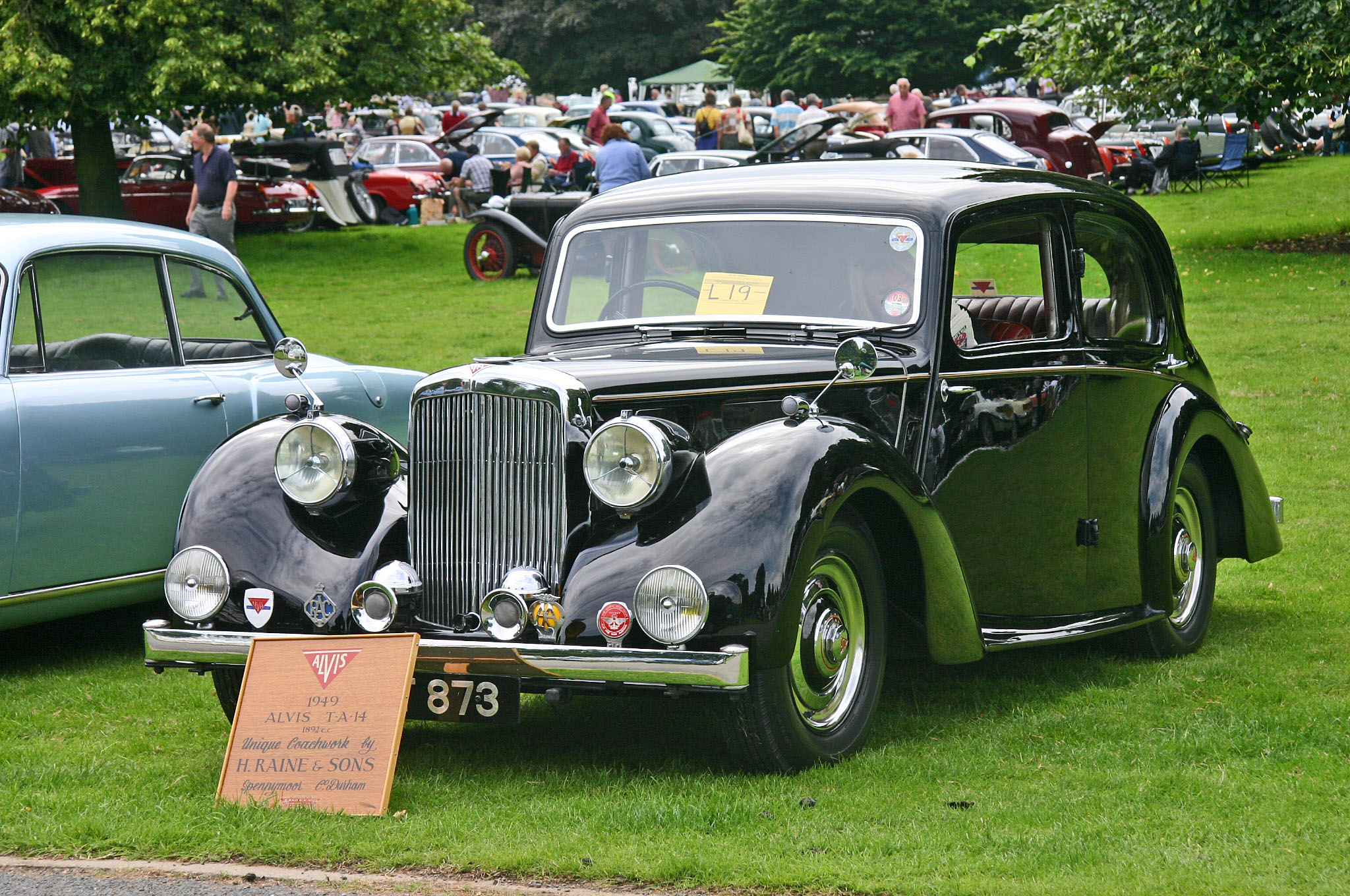